# フォン・クロージク内閣
フォン・クロージク内閣（フォン・クロージクないかく、ドイツ語: Kabinett Schwerin von Krosigk）は、ナチス政権下のドイツで財務大臣を務めたルートヴィヒ・シュヴェリン・フォン・クロージクを首相代行とするドイツの臨時内閣。

## フォン・クロージク内閣歴代閣僚
| 職名                 | 代 | 氏名                                           | 氏名 | 所属政党                                        | その他の役職            | 備考 |
| -------------------- | -- | ---------------------------------------------- | ---- | ----------------------------------------------- | ----------------------- | ---- |
| 首相代行             | 16 | ルートヴィヒ・シュヴェリン・フォン・クロージク |      | 国民社会主義ドイツ労働者党                      | 財務大臣、外務大臣兼任  |      |
| 外務大臣             | 11 | ルートヴィヒ・シュヴェリン・フォン・クロージク |      | 国民社会主義ドイツ労働者党                      | 財務大臣、首相代行兼任  |      |
| 内務大臣             | 19 | ヴィルヘルム・シュトゥッカート                 |      | 国民社会主義ドイツ労働者党                      | 親衛隊大将、 内務省次官 |      |
| 財務大臣             | 13 | ルートヴィヒ・シュヴェリン・フォン・クロージク |      | 国民社会主義ドイツ労働者党                      | 首相代行、外務大臣兼任  |      |
| 法務大臣             | 16 | ヘルベルト・クレム                             |      | 国民社会主義ドイツ労働者党                      | 司法省次官              |      |
| 国防大臣             | 6  | カール・デーニッツ                             |      | 国民社会主義ドイツ労働者党 （ドイツ国防軍海軍） | 海軍元帥、大統領兼任    |      |
| 国防軍最高司令部総長 | 2  | アルフレート・ヨードル                         |      | 無所属 （ドイツ国防軍陸軍）                     | 陸軍上級大将            |      |
| 陸軍総司令官         | 4  | フェルディナント・シェルナー                   |      | 国民社会主義ドイツ労働者党                      | 陸軍元帥                |      |
| 海軍総司令官         | 3  | ハンス＝ゲオルク・フォン・フリーデブルク       |      | 無所属 （ドイツ国防軍海軍）                     | 海軍大将                |      |
| 労働大臣             | 10 | フランツ・ゼルテ                               |      | 国民社会主義ドイツ労働者党                      | 突撃隊大将              |      |
| 食糧大臣             | 13 | ヘルベルト・バッケ                             |      | 国民社会主義ドイツ労働者党                      | 親衛隊大将              |      |
| 軍需大臣             | 4  | アルベルト・シュペーア                         |      | 国民社会主義ドイツ労働者党                      | 経済大臣                |      |
| 郵政大臣             | 8  | ユリウス・ドルプミュラー                       |      | 国民社会主義ドイツ労働者党                      |                         |      |
| 運輸大臣             | 13 | ユリウス・ドルプミュラー                       |      | 国民社会主義ドイツ労働者党                      |                         |      |
| 経済大臣             | 19 | アルベルト・シュペーア                         |      | 国民社会主義ドイツ労働者党                      | 軍需大臣                |      |